# Карл Роберт Јакобсон
Карл Роберт Јакобсон (ест. Carl Robert Jakobson; Тарту, 26. јул 1841 — село Кургја, 19. март 1882) био је естонски књижевник, политички и просветни радник и публициста који је деловао у ливонском делу Естоније у другој половини 19. века. Био је један од најзначајнијих и најутицајнијих представника „Естонског националног буђења” у ком је био задужен за економски и политички програм.
Јакобсон је био један од лидера радикалног естонског политичког крила које се залагало за једнака политичка права за све и укидање привилегија за припаднике владајуће немачке племићке мањине. Године 1878, покренуо је новине Сакала, прве политичке новине на естонском језику које су за кратко време постале један од главних промотера културног и политичког буђења естонског народа. Био је и један од главних иницијатора оснивања „Друштва естонских књижевника” (ест. Eesti Kirjameeste Selts; EKmS), организације чији главни циљеви су били ширење естонског језика, традиције и културе. Седиште друштва налазило се у Тартуу, а деловало је од 1871. до 1893. године.
У својим делима бавио се положајем естонског сеоског становништва, а нарочиту пажњу је посвећивао обичним људима и њиховом описмењавању. За потребе народних школа написао је и прилагођавао бројне уџбенике, а такође се бавио записивањем естонских народних песама. Његова драма Артур и Ана (ест. Artur ja Anna), објављена 1872, остварила је велики успех широм Естоније.
Његов лик налазио се на новчаници од 500 естонских круна. Његова најстарија кћерка Линда основала је 1948. Јакобсонов етнолошки завичајни музеј.